# Arcidiocesi di Eliopoli di Fenicia
L'arcidiocesi di Eliopoli di Fenicia (in latino Archidioecesis Heliopolitana in Phoenicia) è una sede soppressa e sede titolare della Chiesa cattolica.

## Storia
Eliopoli di Fenicia, corrispondente alla città di Baalbek in Libano, è un'antica sede metropolitana autocefala della provincia romana di Fenicia Seconda nella diocesi civile d'Oriente e nel patriarcato di Antiochia.
Nella Notitia antiochena, attribuita al patriarca Anastasio I nella seconda metà del VI secolo, è menzionata la sede di Eliopoli. Tuttavia, secondo la ricostruzione dell'archetipo fatta da Syméon Vailhé e Ernest Honigmann, Eliopoli è attestata come diocesi suffraganea dell'arcidiocesi di Damasco. Solo in una recensione del X secolo, è indicata come sede metropolitana autocefala, senza suffraganee, dipendente direttamente dal patriarca, elevata a questo rango ecclesiastico al posto di Emesa, diventata provincia ecclesiastica.
Negli atti del martirio di sant'Eudocia si fa menzione del vescovo Teodoto, come riporta anche il martirologio romano preconciliare alla data del 1º marzo. Secondo Eusebio di Cesarea la diocesi venne fondata dall'imperatore Costantino I che vi impose il primo vescovo, ma lo storico cristiano omette il suo nome. Secondo Stiernon potrebbe trattarsi dello stesso Teodoto, documentato anche da un'iscrizione non databile, e il cui episcopato sarebbe da spostare al IV secolo, e non nei primi tempi del cristianesimo, come racconta la passio di sant'Eudocia.
Nella passione di san Luciano (o Lucio) è menzionato il vescovo Codrato, che seppellì il corpo del santo (deceduto nel 362), e che, dopo la morte di Giuliano l'apostata (363), eresse in onore del santo un martyrion sul luogo della sua uccisione. La stessa passione sarebbe stata scritta da un altro vescovo di Eliopoli, Pompilio, vissuto in un'epoca abbastanza lontana dai fatti raccontati, probabilmente prima dell'occupazione islamica della città (637).
Il vescovo Giuseppe prese parte al sinodo antiocheno che giudicò il vescovo Atanasio di Perre; Giuseppe è presente anche alle sessioni del concilio di Calcedonia del 451. Circa la datazione del sinodo di Antiochia, gli autori riportano date diverse: 444 per Stiernon, 445 per Devreesse, 447 per Korolevskij
Più complessa e confusa è la presenza di Nonno sulla cattedra di Eliopoli, e la sua identità. Nella Vita leggendaria di santa Pelagia di Antiochia si racconta che Il vescovo Nonno convertì al cristianesimo questa santa. Il racconto agiografico non dice di quale sede fosse vescovo Nonno, ma gli storici Teofane Confessore e Niceforo Callisto lo indicano come vescovo di Edessa. La stessa Vita racconta che il demonio rimproverò a Nonno di aver convertito gli abitanti di Eliopoli; per questo motivo altri storici fanno di Nonno un vescovo di questa città. Secondo alcuni storici Nonno, vescovo di Edessa, dopo aver partecipato al concilio di Calcedonia, dovette lasciare la sua città episcopale, in seguito alla riabilitazione di Iba, e il patriarca lo avrebbe mandato a Eliopoli per convertire i numerosi pagani che ancora vivevano in questa città. Ci sono infine altri autori che pensano che il vescovo Nonno della Vita di santa Pelagia possa essere l'omonimo vescovo di Calcide. Storicamente il vescovo Nonno è ancora documentato a Edessa nel 457 o 458, dopo la morte di Iba.
Pietro sottoscrisse nel 458 la lettera dei vescovi della Fenicia Seconda all'imperatore Leone dopo la morte di Proterio di Alessandria. Nella località di Niha, 25 km. a sud di Baalbek, è stata scoperta un'iscrizione mosaicata, datata 539, nella quale si fa menzione del vescovo Michele, attribuito alla diocesi di Eliopoli. Teofane Confessore, nella sua Cronaca, parla del vescovo Niceta di Eliopoli, che, tra il 755 e il 756, fu anatemizzato da un sinodo patriarcale per motivi sconosciuti. Infine un sigillo episcopale, datato tra X e XI secolo, ha restituito il nome del vescovo Anastasio.
A questi vescovi, Korolevskij aggiunge Costantino, che avrebbe partecipato al secondo concilio di Nicea nel 787; tuttavia questo vescovo è escluso nell'edizione critica degli atti conciliari pubblicata da Erich Lamberz nel 2006.
Dal XIX secolo Eliopoli di Fenicia è annoverata tra le sedi arcivescovili titolari della Chiesa cattolica; la sede è vacante dal 23 agosto 1965.

## Cronotassi

### Arcivescovi greci
- Teodoto †
- Anonimo † (al tempo di Costantino I)
- Codrato † (prima del 362 - dopo il 363)
- Giuseppe † (prima del 447 - 451)
- San Nonno ? † (451 - 457 nominato arcivescovo di Edessa ?)
- Pietro † (menzionato nel 458)
- Michele † (menzionato nel 539)
- Pompilio † (VII secolo ?)
- Niceta † (menzionato nel 755/756)
- Costantino ? † (menzionato nel 787)
- Anastasio† (X/XI secolo)

### Arcivescovi titolari
I vescovi di Eliopoli di Fenicia appaiono confusi con i vescovi di Eliopoli di Augustamnica, perché nelle fonti citate le cronotassi delle due sedi non sono distinte.
- Jan Ludwik Stępkowski † (30 marzo 1651 - 1658 succeduto vescovo di Kam"janec'-Podil's'kyj)
- François Pallu, M.E.P. † (29 luglio 1658 - 29 ottobre 1684 deceduto)
- Francesco Pichi † (17 dicembre 1840 - 31 agosto 1861 deceduto)[15]
- Luigi Paggi † (29 settembre 1876 - 22 gennaio 1877 deceduto)
- Mario Mocenni † (24 luglio 1877 - 16 gennaio 1893 nominato cardinale presbitero di San Bartolomeo all'Isola)
- Agostino Accoramboni † (22 giugno 1896[16] - 17 maggio 1899 deceduto)
- Guido Corbelli, O.F.M. † (31 agosto 1901 - 22 gennaio 1903 deceduto)
- Robert John Seton † (22 giugno 1903 - 22 marzo 1927 deceduto)
- Gerald Patrick Aloysius O'Hara † (26 aprile 1929 - 26 novembre 1935 nominato vescovo di Savannah)
- Alcide Giuseppe Marina, C.M. † (7 marzo 1936 - 18 settembre 1950 deceduto)
- Daniel Rivero Rivero † (26 ottobre 1951 - 23 maggio 1960 deceduto)
- Raffaele Calabria † (12 luglio 1960 - 1º gennaio 1962 succeduto arcivescovo di Benevento)
- Ottavio De Liva † (18 aprile 1962 - 23 agosto 1965 deceduto)